# Krueng Cut
Krueng Cut is een bestuurslaag in het regentschap Nagan Raya van de provincie Atjeh, Indonesië. Krueng Cut telt 215 inwoners (volkstelling 2010).